# بنجامین باتلر
بنجامین باتلر (انگلیسی: Benjamin Butler; ۵ نوامبر ۱۸۱۸ – ۱۱ ژانویهٔ ۱۸۹۳) سیاست‌مدار اهل ایالات متحده آمریکا بود.